# Ross-shire
Ross-shire , eller County of Ross, var ett grevskap i skotska högländerna. Det gränsade till Sutherland i norr och Inverness-shire i söder, samt hade en gräns mot Cromartyshire, ett grevskap som består av många enklaver eller exklaver utspridda över Ross-shires territorium. Området hade en kust mot Moray Firth och en kust mot Minch i väster. Ross-shire var uppkallat efter och täckte större delen av den historiska provinsen Ross, och inkluderade även Isle of Lewis i Yttre Hebriderna. Centralort var Dingwall.
Provinsen Ross är dokumenterad från 900-talet. Dessförinnan utgjorde området norra delen av provinsen Moray. Gränsen mellan Moray och Ross på 900-talet följde River Beauly, som också markerade den södra utbredningen av norskt herravälde på den tiden. Den skotska kronan gjorde anspråk på Ross och angränsande Caithness (som inkluderade Sutherland) från Norge 1098, men processen att etablera en effektiv skotsk auktoritet över området tog många år. Medan Moray i söder delades upp i shires (områden som administrerades av en sheriff) under 1100-talet, placerades Ross och Caithness vid den tiden under den nominella jurisdiktionen för Sheriff of Inverness (ett av de tre sheriffområden som skapats och som täcker provinsen Moray) snarare än att få sina egna sheriffer.